# Maesa chisia
Maesa chisia là một loài thực vật có hoa trong họ Anh thảo. Loài này được Buch.-Ham. ex D. Don mô tả khoa học đầu tiên năm 1825.